# Hybocamenta maritima
Hybocamenta maritima är en skalbaggsart som beskrevs av Brenske 1898. Hybocamenta maritima ingår i släktet Hybocamenta och familjen Melolonthidae. Inga underarter finns listade i Catalogue of Life.